# Hana Škorpilová
Hana Škorpilová (* 5. listopadu 1940) je česká novinářka a politička, v 90. letech 20. století poslankyně Poslanecké sněmovny za KSČM.

## Biografie
Ve volbách v roce 1996 byla zvolena do poslanecké sněmovny za KSČM (volební obvod Středočeský kraj). Ve sněmovně setrvala do voleb v roce 1998. Zasedala ve sněmovním petičním výboru a v stálé komisi pro sdělovací prostředky.
Byla členkou levicové odborové organizace blízké KSČM Odborové sdružení Čech, Moravy, Slezska. V komunálních volbách roku 1998, komunálních volbách roku 2002 a komunálních volbách roku 2006 neúspěšně kandidovala za KSČM do zastupitelstva městské části Praha 10. Profesně se uvádí jako redaktorka. V komunálních volbách roku 2002 také bez úspěchu kandidovala do zastupitelstva hlavního města Praha.
Dlouhodobě působí v redakci listu Haló noviny. V roce 2006 byla po několik měsíců pověřena jeho řízením.